# Débora Duarte
Débora Susan Sanches Duke (São Paulo, 2 de janeiro de 1950) é uma atriz e poetisa brasileira. Iniciou sua carreira de atriz ainda na infância, atuando em diversos programas de televisão, onde construiu uma sólida carreira e tornou-se uma das atrizes mais prestigiadas do país. Ela ganhadora de vários prêmios, incluindo seis Prêmios APCA, um Troféu Imprensa e um Troféu Roquette Pinto, além de ter sido premiada no prestigiado Festival de Cinema de Recife.
Filha do casal de atores Marisa Sanches e Lima Duarte, ela esteve dentro dos estúdios de televisão desde a sua infância. Débora começou a atuar em pequenas participações como criança em programas de televisão. Seu primeiro grande papel na televisão se deu na novela Gutierritos, o Drama dos Humildes (1964), na TV Tupi. Desde então, passou a ser recorrente em produções da emissora na década de 60 e 70, com destaque em Quem Casa com Maria? (1964), A Outra (1965), Beto Rockfeller (1968), pela qual foi premiada com o Troféu Imprensa, O Décimo Mandamento (1968), João Juca Jr.(1969), As Bruxas (1970) e O Profeta (1977), uma das últimas produções notórias da extinta emissora Rede Tupi.
No entanto, foi na TV Globo que Débora ganhou maior repercussão nos anos recentes. Sua estreia na emissora ocorreu em Bicho do Mato (1972) no papel da mocinha "Ruth". Duarte é conhecida por sua versatilidade de atuação, interpretando personagens de múltiplas facetas. Entre seus trabalhos notórios, incluem-se ainda Carinhoso (1973), Pecado Capital (1975), Coração Alado (1980), Padre Cícero(1984), Anarquistas, Graças a Deus (1984), Corpo a Corpo (1984), sendo eleita melhor atriz pelo Prêmio APCA por estes três últimos, Sonho Meu (1993), Explode Coração (1995), Terra Nostra (1999), sendo novamente premiada com um APCA, Canavial de Paixões (2003), Paraíso Tropical (2007), Tempos Modernos (2010), Lado a Lado (2012) e Um Lugar ao Sol (2021).
No teatro, sua estreia profissional foi em O Sistema Fabrizzi (1966), que lhe valera o prêmio de atriz revelação pela Associação Paulista de Críticos de Arte. Destacou-se ainda por protagonizar diversos espetáculos, como Vagas para Moças de Fino Trato (1976), A Venerável Madame Goneau (1984), Vida de Artista (1988), pela qual recebeu mais um APCA, Procura-se um Tenor (1992), Liberdade para as Borboletas (2005), Misery (2005), A Ratoeira (2008) e Adorável Desgraçada (2010).

## Juventude

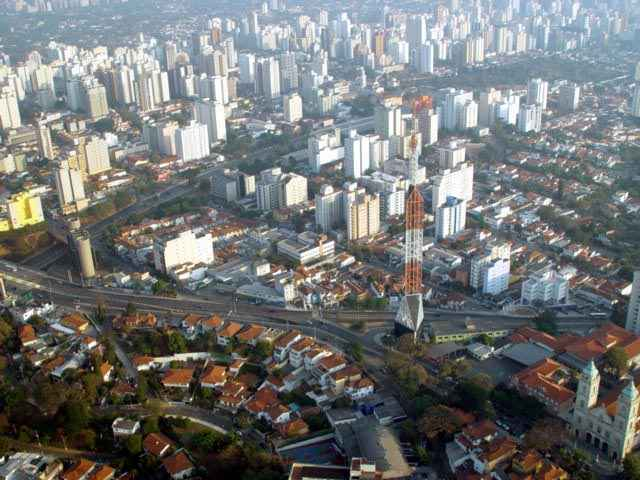
Bairro de Sumaré, Zona Oesete de São Paulo, onde a atriz cresceu.

Nascida em 2 de janeiro de 1950 em São Paulo, Débora Susan Sanches Duke é filha da atriz Marisa Sanches e do músico de jazz norte-americano Douglas Duke. Marisa, originária de Caconde, interior de São Paulo, foi para os Estados Unidos sem falar inglês e conseguiu um emprego como cigarette girl. Sua beleza a levou a se tornar crooner, garota-propaganda e locutora da NBC. Durante esse período, conheceu Duke. Quando engravidou, ele estava prestes a fazer uma turnê de oito meses e sugeriu que ela ficasse com seus pais enquanto ele estava ausente. Inconformada com a ideia de passar meses em um ambiente tão conservador, Marisa decidiu voltar ao Brasil, onde deu à luz Débora e depois se tornou uma renomada atriz.
Quando Débora tinha cerca de um ano de idade, sua mãe conheceu o ator Lima Duarte, com quem viria a se casar. Lima adotou Débora como filha, fazendo parte de sua criação desde a infância. Ele é considerado por Débora como seu verdadeiro pai, tanto que o homenageou adotando o seu sobrenome artístico. Os pais de Débora logo começaram a trabalhar na recém-inaugurada TV Tupi, e ela, ainda bebê, acompanhava-os para os estúdios. Eles moravam no bairro Sumaré, na capital paulista, próximo aos estúdios da Tupi, os quais se tornaram uma extensão de sua casa, um lugar onde passavam mais tempo do que em seu próprio lar. Naquela época, a televisão era bastante rudimentar, e a equipe de artistas funcionava como uma grande família.

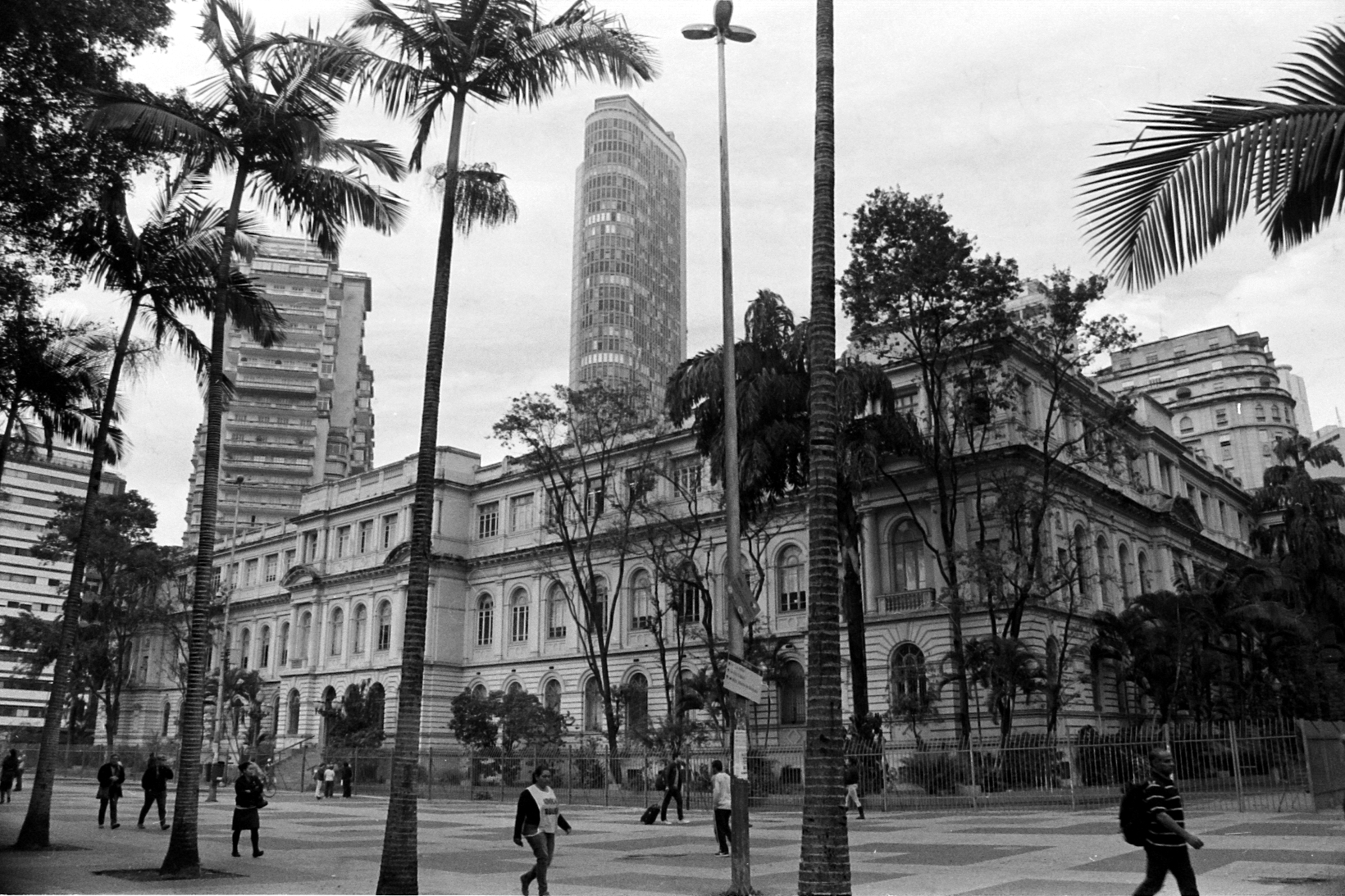
Instituto de Educação Caetano de Campos, onde estudou.

Débora, com seu sorriso encantador e sua natural desinibição, logo se tornou uma presença constante em frente às câmeras. Em sua autobiografia, lembra-se de um episódio em que, a convite, ela participou de um comercial de pasta de dente, mostrando seu sorriso, e depois foi chamada para comer uma bolacha diante das câmeras. Tudo era transmitido ao vivo, mas Débora encarava a experiência com naturalidade, como parte de sua rotina. Logo após, recebeu um convite para desfilar roupas infantis e, em seguida, foi chamada para fazer duas pequenas falas em um programa de televisão. Pela manhã, Débora estudava como qualquer outra criança. Ela frequentou o jardim de infância e o ensino primário no Instituto de Educação Caetano de Campos, um colégio público localizado na Praça da República. À tarde, dirigia-se para a TV, onde trabalhava e ensaiava, e à noite participava das transmissões ao vivo. No estúdio, encontrava seus pais ocasionalmente, mas eles não a acompanhavam de perto, pois estavam lá para atuar, não para supervisioná-la.

## Carreira

### 1964—69: Primeiros passos na televisão e início como atriz
Constantemente em estúdios de televisão, Débora começou realizando pequenas aparições ainda na infância, sendo convidada para atuar esporadicamente em algumas produções. Sua carreira está atrelada à história da televisão no país, estando em estúdios desde os primórdios da TV Tupi. Neste início, participou de algumas produções que eram transmitidas ao vivo. Esteve na versão de o Sítio do Pica-Pau Amarelo para televisão, em 1964, onde interpretava Peter Pan, e no elenco de algumas telenovelas em papéis menores. Também em 1964, realizou seu primeiro trabalho de destaque em telenovelas, em Quem Casa com Maria?, escrita por Lúcia Lambertini, que contava a história de seis irmãs chamadas "Maria alguma coisa" que queriam se casar, onde interpretou "Maria da Graça", com Ana Rosa também entre as protagonistas. A produção foi a primeira telenovela brasileira exposta à análise da censura do Regime Militar, que se instaurara no país em 1964, com o golpe.
Ainda em 1964, atuou pela primeira vez com seu pai Lima Duarte em Gutierritos, o Drama dos Humildes, que trazia o ator como protagonista, um homem atormentado pela famíia que escreve anonimamente para um jornal. Esta foi a primeira novela da atriz gravada em videotape, sem ser ao vivo na televisão. Nesta época, as produções tinham um número de capítulos menores e um elenco mais enxuto. No ano de 1965, Débora trabalhou em três novelas. Esteve no elenco de A Outra, como "Carina", onde conheceu o ator Tony Ramos em início de carreira, fazendo par romântico. Por fim, atuou ao mesmo tempo em Ana Maria, Meu Amor, protagonizada por Eva Wilma, e O Pecado de Cada Um, que era a história de dois irmãos interpretados pelo Francisco Cuoco e Luis Gustavo onde interpretava "Mônica".
Em 1966, Duarte estreou profissionalmente no teatro adulto com a peça O Sistema Fabrizzi, de Albert Hudson, com direção de Maurice Vaneau.  Antes desse trabalho, ela havia feito um espetáculo infantil, O Lobo na Cartola, do qual ela tem poucas recordações. Em sua estreia, atuando ao lado do ator Leonardo Villar, recebeu muitos elogios da crítica e do público. Débora foi aplaudida pela plateia, que contava com a presença de nomes importantes, como o Cônsul da França e o Governador de São Paulo. Na imprensa, o crítico Sábato Magaldi associou a estreia da atriz com o "nascimento de uma estrela". Débora foi eleita pela Associação Paulista de Críticos Teatrais como melhor atriz revelação de 1966.
Em 1966, ainda, agora contratada pela TV Excelsior, foi convidada para trabalhar na telenovela Ninguém Crê em Mim, como "Martinha", e também atuou na fase inicial da novela O Morro dos Ventos Uivantes, com Marcos Paulo, adaptação do romance de Emily Brontë dirigida por Zé Celso Martinez. Os dois faziam faziam o casal mocinho – ela, a jovem Catarina; e ele, o Heathcliff. Os atores já se conheciam pois Débora já tinha trabalhado com o Vicente Sesso, pai do ator. Em abril do ano seguinte, em 1967, esteve entre os protagonistas de O Grande Segredo, como "Nina", uma herdeira adolescente em busca do primeiro amor. A novela conta a história de cinco pessoas que se envolvem em um grande segredo. Além de da atriz, Glória Menezes, Tarcísio Meira, Íris Bruzzi e Ivan Mesquita interpretavam os demais papéis principais.
Em 1968, auge da perseguição e censura da classe artística pela ditadura militar, Débora foi muito prolífica no teatro e na televisão. Esteve em três peças de teatro, atuando em Este Ovo é um Galo, de Lauro César Muniz, que tinha um texto notável. Em Os Últimos, de Máximo Gorki, dividiu o palco com Nicette Bruno, Paulo Goulart e Carlos Augusto Strazzer, que estava fazendo sua estreia em uma peça. Mais tarde, Strazzer seria seu par em O Profeta, quase uma década depois. Débora também apreciou trabalhar com o diretor José Abujamra, e a equipe era bastante unida na época. Além disso, ela interpretou "Nástienka" em Noites Brancas, sob a direção de Osmar Rodrigues Cruz.
Na televisão, em 1968, Débora participou de O Homem que Sonhava Colorido, no qual interpretava "Mariana", uma adolescente que se apaixonava por um homem imaginário, papel desempenhado por Juca de Oliveira. Em seguida, integrou o elenco de O Décimo Mandamento, na qual interpretava a filha do personagem de Lima Duarte. Contudo, o desafio mais significativo ocorreu na novela seguinte, Beto Rockfeller, dirigida por seu pai. Essa novela foi um grande sucesso nacional e introduziu o conceito de anti-herói. Sob a direção de seu pai, Débora enfrentou uma relação mais exigente. Ela e a estimada Bete Mendes formavam par com Luiz Gustavo, sendo Débora a rebelde e Bete a personagem mais comportada. O papel dela em Beto Rockfeller foi amplamente aclamado, pela crítica e público, e ela foi honrada com o Troféu Roquette Pinto e Troféu Imprensa de Melhor Atriz, maiores alcunhas alcançadas na televisão à época. No ano seguinte, 1969, estrela a novela João Juca Jr., como a protagonista feminina da novela que acompanhava um detetive atrapalhado.

### 1970—79: Princípio de carreira internacional como estrela de cinema
Em 1970, ingressou no elenco de As Bruxas, uma novela que contava com a direção de Walter Avancini e a codireção de Carlos Zara. A trama, escrita por Ivani Ribeiro, abordava temas avançados para a época, como psicanálise. No entanto, a censura decidiu que o tema era inadequado e, consequentemente, o horário de exibição foi alterado de 20:00 para 21:30. Embora esse ajuste tenha sido um desafio para muitos de seus colegas, Débora não sentiu tanto o impacto, pois um evento marcante estava prestes a transformar sua vida naquele momento.
Após o sucesso de Beto Rockfeller, Débora Duarte foi surpreendida com um convite do diretor francês Michel Gast, proprietário do maior estúdio de dublagem da França, o SND. Ele buscava uma atriz para protagonizar o filme Celeste, que contava a história de uma portuguesa exilada em Paris e perseguida pela PIDE. Amigos de Gast no Brasil recomendaram Débora, que fez um teste em português, já que não falava francês. Apesar de sua relutância inicial, com o receio de não querer ir à Europa e a falta de experiência no cinema, Débora acabou sendo convencida a participar do projeto após intensa pressão. Ela filmou Celeste em francês e teve a oportunidade de trabalhar com renomados profissionais e empresários na França. Durante o período em que esteve na Europa, a atriz ficou impressionada ao ver seu nome em destaque nos cartazes de cinema e com a fotografia vestindo Yves Saint Laurent na Avenue des Champs-Élysées. Embora tenha recebido boas oportunidades, Débora preferiu retornar ao Brasil, onde sentia que sua verdadeira paixão residia. Enquanto filmava na França, ela continuou seu trabalho em As Bruxas, com a colaboração notável de toda a equipe da novela, que se adaptou para permitir sua participação no projeto internacional. Após quase três meses de filmagens, Débora voltou para o Brasil para gravar e, em seguida, retornou a Paris para dublar e acompanhar o lançamento do filme. A experiência, marcada por um espírito de apoio e colaboração, foi amplamente positiva, e seus colegas de novela, como Tony Ramos e Joana Fomm, expressaram orgulho e suporte pelo seu sucesso.
Em 1971, explorou emissoras diferentes da TV Tupi e foi trabalhar na RecordTV, que estava se restabelecendo após os incêndios que a acometeram no fim da década de 1960. Ela atuou na novela Editora Mayo, Bom Dia, escrita por Walter Negrão e dirigida por Carlos Manga. Na trama de mistério, Débora contracenou novamente com Luiz Gustavo. Ao mesmo tempo, estava no teatro, participando da peça Dom Chicote, com Lourival Paris, no Teatro Anchieta. Trata-se de uma comédia musical infanto-juvenil, dirigida por Paulo Lara, que narra a história de "Dom Chicote" e seu fiel companheiro, "Zé Chupança". Nesse trabalho, Débora teve o privilégio de ser coreografada por Marilena Ansaldi, uma das maiores bailarinas do Brasil.
Assim que a peça acabou, foi para o Rio de Janeiro pela primeira vez ao ser contratada pela TV Globo para atuar na primeira versão de Bicho do Mato, em 1972, interpretando a mocinha "Ruth", alvo de paixão do protagonista "Juba", papel de Osmar Prado. Em seguida, emendou trabalho na novela A Patota (1972), um trabalho voltado para o público infantil, escrito por Maria Clara Machado e dirigido por Reynaldo Boury. Na novela, ela interpretava uma professora, "Nely", que, junto com seu namorado, papel de Mário Gomes, incentivava as crianças a realizarem o sonho de viajar para a África.

Sobre sua vilã em Carinhoso (1973), Duarte comentou: "Foi a primeira grande vilã que fiz. Acho que ficou bem definido, por várias gerações: era a namoradinha do Brasil e a louquinha do Brasil, Regina Duarte e eu, as Duartes. Ela fazia a mocinha, e eu, a rebelde. Eu estava tentando uma linguagem meio de história em quadrinhos. Minha personagem era meio catatônica, então eu queria um desenho estranho para o nervosismo dela, e consegui fazer. Foi um trabalho que gostei muito".

— Débora Duarte em depoimento para o Memória Globo
Em 1973, teve um grande sucesso na pele da vilã "Marisa" em Carinhoso, novela de Lauro César Muniz, que tinha o quarteto de protagonistas completados ainda por Regina Duarte, Marcos Paulo e Cláudio Marzo. Sua personagem é uma mulher neurótica, obcecada por "Eduardo" (Marcos Paulo) que, depois de casar com ele, percebe que o mesmo é apaixonado por "Cecília" (Regina Duarte), fazendo de tudo para separá-los. Neste ano ainda, também estreou no teatro a peça A Teoria, na Prática, é Outra, um sucesso de público, do gênero da comédia, atuando ao lado de Pedro Paulo Rangel. Ela ficou em cartaz com a peça até 1974 e nesse tempo filmou o longa-metragem Pontal da Solidão, dirigido pelo Alberto Ruschel a partir de uma história de Lima Barreto. Gravado em Torres, no Rio Grande do Sul, o filme nunca chegou a ser lançado por razões não explicadas.
Em 1974, também atuou em O Espigão, novela do extinto horário das dez da TV Globo, sucesso de audiência que trazia discussões pós-modernas, como a ecologia e inseminação artificial, assuntos impensáveis para a época. Na trama, ela deu vida à "Dora", uma moça simples e sem muitas perspectivas na vida, que saiu do interior para a cidade grande e é mãe solteira. Ela se envolve com o também interiorano "Léo" (Cláudio Marzo). Em agosto de 1975, apareceu grávida de sua primeira filha, Daniela, no primeiro capítulo de Escalada, em uma participação especial como "Inês". Com sua filha recém nascida, já voltou a trabalhar gravando Pecado Capital (1975), produção feita às pressas para substituir a primeira versão de Roque Santeiro, a qual ela também estava escalada mas foi vetada pela censura federal.
Em Pecado Capital (1975), esteve no elenco principal como "Vilminha", uma moça sensível que sofre de esquizofrenia e bipolaridade, decorrentes de traumas da infância causados pela morte da mãe. Ela é uma dos cinco filhos de "Salviano Lisboa" (Lima Duarte), às vezes age como uma criança e se trata com um psiquiatra. Com o fim da novela, em meados de 1976, foi convidada para substituir Renata Sorrah na peça Vagas para Moças de Fino Trato, de Alcione Araújo e direção de Amir Haddad, contracenando com Yoná Magalhães e Maria Fernanda. Neste ano também, apareceu no último capítulo de Anjo Mau como a babá "Sônia". Neste período, foi convidada para atuar em Escrava Isaura (1976), mas teve que recusar por estar grávida de sua segunda filha, Paloma, e morando em São Paulo. Lá, foi convidada pela TV Tupi para atuar em O Profeta (1977), no papel da complexada "Carola", e em 1979 foi para a Rede Bandeirantes como uma das protagonistas da novela Cara a Cara.

### 1980—89:Coração Alado,Corpo a CorpoeAnarquistas, Graças a Deus
No início da década de 1980, encerrou seu período morando em São Paulo e voltou para o Rio de Janeiro, retomando o contrato com a TV Globo. Neste ano, foi escalada para ser a protagonista da novela Coração Alado, escrita por Janete Clair para o horário nobre da emissora, produção que ficou conhecida por sua atmosfera densa e personagens tristes. Na trama, sua personagem é a temperamental "Camila", jovem que se apaixona por "Juca" (Tarcísio Meira). Este trabalho marcou sua carreira por uma cena polêmica em que representa, pela primeira vez na história, um ato de masturbação feminina. A cena gerou muita repercussão entre o público, principalmente entre os mais conservadores, que escreveram cartas para a emissora. Débora e o diretor, Roberto Talma, quase foram demitidos pela construção da cena.
Em 1981, participou da novela Jogo da Vida, interpretando "Beatriz Madureira", uma professora de inglês. A novela era uma comédia leve e bem-humorada, dirigida por Talma e Jorge Fernando, e a atriz estava animada por entrar em um projeto cômico, algo que apreciava e fazia bem. No entanto, ao descobrir que sua personagem estava inserida em um núcleo trágico e que ela teria que representar um suicídio, a atriz ficou desapontada, pois desejava aproveitar a oportunidade para se dedicar à comédia e se divertir. Apesar disso, ela reconheceu que "Beatriz Madureira" foi um papel bonito e significativo. Neste ano, Duarte retornou ao teatro na peça Quem é Amélia, dirigida por Antônio Pedro e estrelada ainda por Anselmo Vasconcelos, Eduardo Conde, Maria Zilda, Rosita Thomaz Lopes e Nelson Dantas. A comédia fez sucesso e foi apresentada no Teatro Princesa Isabel.
Em 1982, fez uma participação especial no segundo capítulo de Elas por Elas, como "Rosa", uma mulher paga por "Mário Fofoca" (Luiz Gustavo) para achar o cachorro de uma cliente e que acaba flertando com "René" (Reginaldo Faria). Depois, em 1983, participou da minissérie Parabéns pra Você. A trama, escrita por Bráulio Pedroso, abordava temas sociais e a crise dos 40 anos vivida pelo personagem de Daniel Filho. Ela interpretava a esposa dele, "Maria Rita", uma jornalista que cria um programa de televisão sobre a crise do marido, entrevistando tanto personalidades reais como anônimas. Neste período, integrou o espetáculo Doce Deleite, que estreou em 1981 com Marília Pêra e Marco Nanini. Ela interpretava diversos personagens nesta comédia que tinha o texto composto por esquetes de Alcione Araújo, Vicente Pereira e Mauro Rasi, e dirigida por Alcione. Antes de Débora, também passaram pelo papel Regina Casé e Bia Nunnes.

Sobre seu trabalhos em Anarquistas, Graças a Deus (1984), Duarte comentou: "Tem alguns personagens que vêm na jugular dos atores e aí levam tudo que a gente tem, tudo que já vivemos, as coisas todas que aprendemos, toda a sarjeta e todo o paraíso. Agora tem aqueles personagens que doam coisas, que te dão tudo, são experiências muito fortes que, no início do processo, causam uma espécie de pânico.".

— Débora Duarte em sua autobiografia "Débora Duarte: Filha da Televisão" (2008)
O ano de 1984 foi muito prolífico para ela na televisão, recebendo ao final o prêmio de melhor atriz de televisão pela Associação Paulista de Críticos de Arte pelo seu desempenho nestas obras. No início do ano, viajou para a caatinga em Santa Brígida, no interior da Bahia, para as gravações da minissérie Padre Cícero, uma trama que traçava uma biografia do lendário Padre Cícero, vivido por Stênio Garcia. Iniciando-se a partir do suposto milagre ocorrido quando a hóstia ministrada pelo Padre Cícero à beata Maria de Araújo (personagem de Débora) se transformou em sangue, a minissérie aborda a devoção criada em torno do sacerdote, bem como sua carreira política. Em seguida, interpretou "Angelina Gattai" na minissérie Anarquistas, Graças a Deus, que ela considera o personagem mais importante de sua vida. A minissérie tinha uma trama autobiográfica de Zélia Gattai, retratando sua infância como imigrante italiana no Brasil nas décadas de 1910 e 1920, na colônia Santa Cecília, conhecida por seu ambiente anarquista. Debora assumiu o papel de mãe de Zélia na produção.

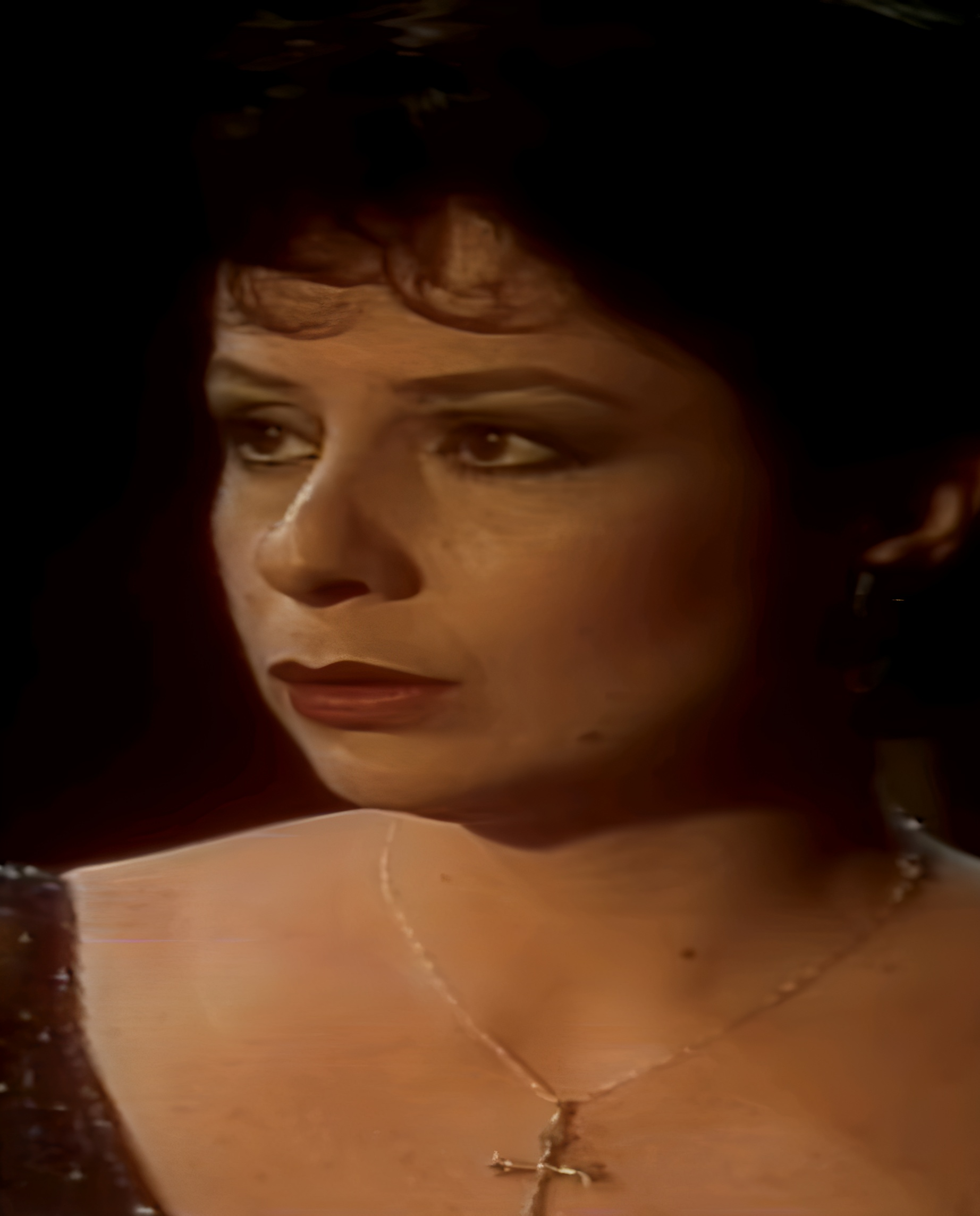
Débora em cena na novela Corpo a Corpo, em 1984.

Ainda neste ano, fez  uma participação especial como "Laura" em Partido Alto, novela das oito escrita por Aguinaldo Silva e Gloria Perez. Na trama, sua personagem era empresária do escritor "Da Matta" (Paulo César Pereio), com quem também tinha um relacionamento amoroso repleto de ciúmes no início da trama. No fim do ano, foi escalada para protagonizar a novela Corpo a Corpo, de Gilberto Braga, que viria a suceder Partido Alto na grade da TV Globo. Interpretando "Eloá Pelegrini", uma mulher de classe média que está passando por problemas financeiros junto com o marido, "Osmar" (Antônio Fagundes) e o filho "Ronaldo" (Selton Mello). Ela trabalha como engenheira em uma empresa e acredita no seu potencial para crescer profissionalmente. Ao conhecer um homem misterioso, é convencida a realizar um pacto para melhorar de vida. Aos poucos, cresce na empresa, torna-se uma mulher poderosa e isso compromete sua relação familiar, principalmente com o marido. Neste ano também estrelou o espetáculo de comédia A Venerável Madame Goneau, texto de João Bethencourt e direção de Paulo Afonso de Lima, dividindo o palco com o José Augusto Branco, Otávio Augusto e Narjara Turetta.
Depois dessa sequência de trabalhos, considerou que seu rosto estava saturado na televisão e dedicou-se mais ao teatro. Começou a ensaiar Todo Cuidado é Pouco, de Celso Luiz Paulini, que estreou em 1986. O elenco incluía Luis Armando Queiroz, Eduardo Tornaghi e Claudia Borioni, com direção de Sérgio Mamberti. Em depoimentos, Débora destacou que foi um trabalho muito gratificante, em um ambiente cooperativo e com uma equipe excelente que deixou boas recordações. Em 1987, apesar da escassez de produções cinematográficas nacionais, foi convidada para uma participação especial no longa A Menina do Lado, dirigido por Alberto Salvá. No filme, ela interpretou uma alcoólatra desajeitada e ingênua. O filme contava a história de um jornalista de 40 anos, interpretado por Reginaldo Faria, que se apaixona por uma adolescente, vivida por Flávia Monteiro, que era sua filha na trama. Além disso, durante o mesmo período, a atriz atuou na peça Mulher, Melhor Investimento (1987), uma comédia de Ray Conney dirigida por José Renato, dividindo o palco com Luiza Tomé.
Em 1987, pela primeira vez, a atriz trabalhou na Rede Manchete atuando na minissérie A Rainha da Vida, dirigida por Walter Campos e inspirada na vida de Florinda Bolkan, que interpretou a si mesma. No mesmo ano, a atriz estava envolvida no lançamento de Fada Safada, um livro de poesias que vinha escrevendo desde os 14 anos, mas o livro acabou não sendo publicado. Em 1988, retorna à TV Globo como "Joana Mendonça" em Bebê a Bordo, novela de Carlos Lombardi. Na trama, sua personagem é uma mulher cômica, durona, que gosta de futebol e tem traços masculinos. No teatro, foi premiada com Prêmio APCA por sua atuação em Vida de Artista, em 1988, e no ano seguinte atuou em Cozinhando Maçãs, um texto do Ziraldo. Em 1989, atuou na novela independente Cortina de Vidro, escrita por Walcyr Carrasco e exibida pelo SBT.

### 1990—99: Prosseguimento da carreira e uma italiana especial
Em 1991, atuou na série Grande Pai, contracenando pela primeira vez com sua filha mais nova, a atriz Paloma Duarte. A série, produzida em comemoração aos dez anos do SBT, é uma adaptação de Clayton Sarzi para um original mexicano, em que a história gira em torno de um pai viúvo, interpretado por Flávio Galvão, e suas três filhas. Na trama, Débora interpreta a cômica governanta "Maria", que trabalha para o protagonista, por quem é secretamente apaixonada.  Paralelamente, participou da peça O Estranho Casal, de Neil Simon, que originalmente se chamava Tudo na Cozinha e era escrita para dois homens. A versão feminina, feita para a esposa de Neil Simon, manteve o título em inglês como The Odd Couple – female version, mas foi traduzida para o português como O Estranho Casal. O sucesso da peça na Broadway gerou um filme e uma série de TV. No Teatro Hilton em São Paulo, Débora atuou ao lado de Marly Marley, interpretando duas colegas de quarto com personalidades opostas.
No final de 1991, Débora trabalhou sob a direção de Bibi Ferreira na peça Procura-se um Tenor, de Ken Ludwig. Esta peça, ganhadora do Tony Award, foi traduzida em dezesseis línguas e encenada em mais de vinte e cinco países. O elenco incluía Juca de Oliveira, Fúlvio Stefanini e Francarlos Reis. A trama gira em torno de um tenor, conhecido como "Il Stupendo", que é dopado por uma dose extra de remédios após sua esposa encontrar uma suposta amante em seu quarto de hotel. A amante, na verdade, é uma fã em busca de um autógrafo, e a peça é marcada por vaudeville, troca de identidades e muitas entradas e saídas de cena.
Em 1993, foi assinou um novo contrato com a TV Globo. Neste ano, foi escalada para atuar em Sonho Meu, novela sucesso de audiência para o horário das seis na emissora. Na trama, ambientada em Curitiba, ela defendia um importante personagem, a ex-governanta "Mariana". Sua personagem trabalhava na mansão da família "Candeias de Sá", mas tornou-se enfermeira. Ela guarda um grande segredo: é a verdadeira mãe biológica do vilão "Jorge" (Fábio Assunção), que a despreza quando esta tenta uma aproximação. Entre as gravações, conseguia uma liberação para atuar paralelamente na peça Meus Prezados Canalhas, atuando com Ângela Vieira e Othon Bastos neste espetáculo interativo que acompanhava a história de um banqueiro que é sequestrado por um grupo subversivo e levado a um julgamento clandestino, só que eles também sequestram os membros do júri para declarar se ele é inocente ou culpado.
Em 1994, interpreta "Carmita" em Pátria Minha, novela de Gilberto Braga. Sua personagem está ligada ao núcleo principal, sendo vizinha e melhor amiga de "Natália", interpretada por Renata Sorrah, a qual é mãe da mocinha "Alice" (Cláudia Abreu). Em 1995, é convidada para o elenco de Explode Coração, dando vida a executiva "Marisa", que trabalha na empresa do protagonista "Julio" (Edson Celulari), de quem é muito amiga. Repetiu parceria com Perez em 1998 na minissérie Hilda Furacão, no papel da romântica "Tia Çãozinha" e passou a fazer uma série de participação no programa Você Decide, onde, a cada episódio, fazia um personagem diferente. À época, o seriado era uma febre popular por trazer interação com o público, que, por meio de ligações, decidia os rumos que os personagens iriam tomar.

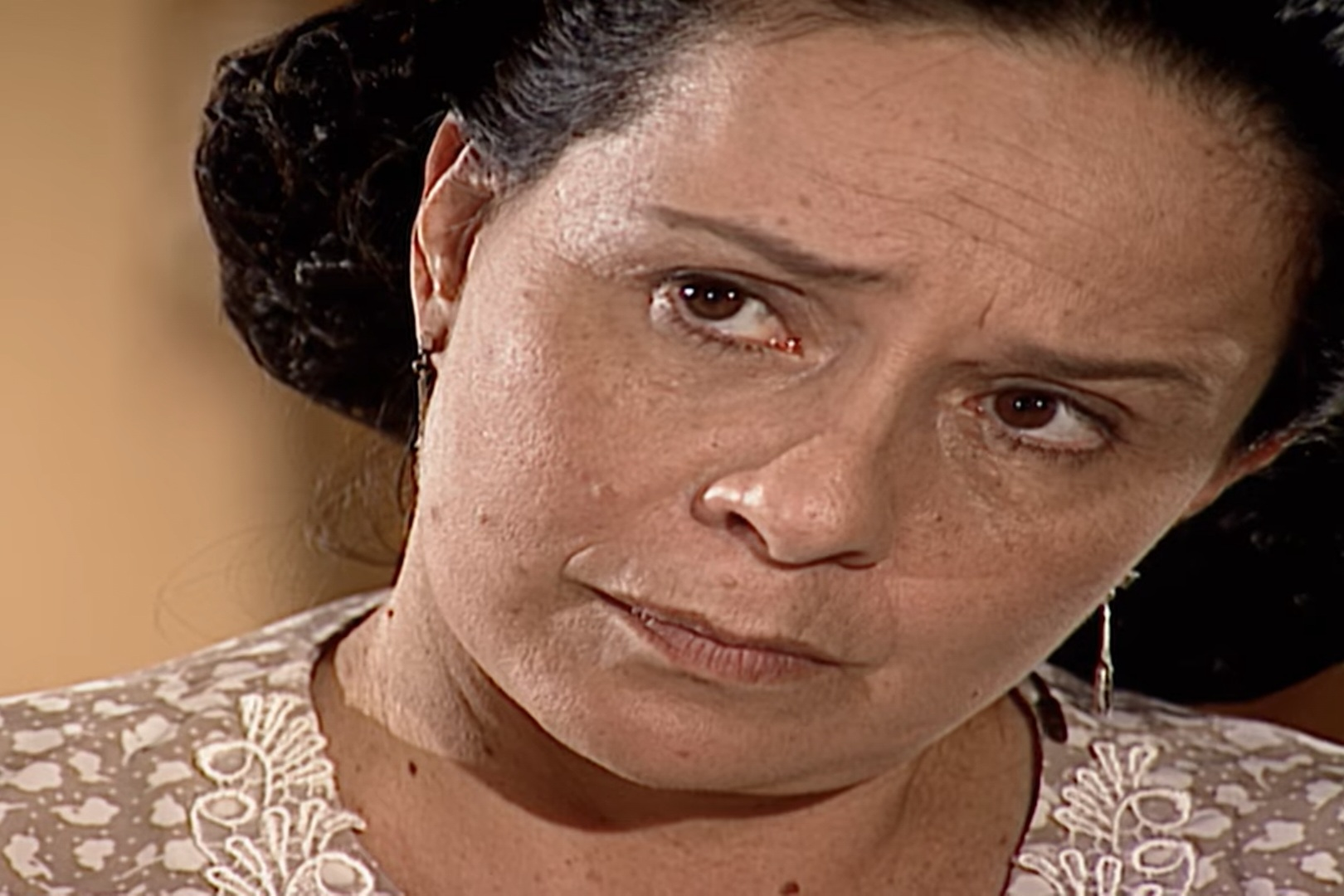
Débora durante as gravações de Terra Nostra em 1999.

Em 1999, teve grande destaque na novela Terra Nostra, de Benedito Ruy Barbosa, que falava da imigração italiana no Brasil e foi um grande sucesso de audiência e crítica. Repetindo parceria com Antônio Fagundes (os dois haviam feito par romântico em Corpo a Corpo, de 1984), interpreta "Maria do Socorro", uma imigrante italiana submissa ao marido, que sofre por não ter lhe dado um filho homem. A personagem, que inicialmente deveria morrer no meio da novela durante o parto, acabou permanecendo até o último capítulo. A empatia que a atriz desenvolveu com o público foi tão grande que o autor Benedito Ruy Barbosa decidiu mantê-la na trama até o final e o trabalho lhe rendeu novamente o prestigiado Prêmio APCA de Melhor Atriz de Televisão. Além do mais, Débora contracenou mais uma vez com a filha Paloma Duarte, a qual interpretava uma de suas filhas na trama, ao lado de Carolina Kasting.

### 2000—09: Amadurecimento dos personagens nas telenovelas
Débora retornou às telenovelas em 2001 ao fazer uma participação especial em Porto dos Milagres, novela de Aguinaldo Silva, onde foi dirigida por seu antigo parceiro de profissão Marcos Paulo. Desempenhando o papel de "Olímpia", que inicialmente seria defendido por Eva Wilma, sua personagem é madrasta de "Amapola" (Zezé Polessa) e da vilã "Adma" (Cássia Kis), que irá desvendar um crime cometido no passado por "Adma". Em 2001 ainda, Duarte retornou ao teatro com Carícias, uma experiência única sob a direção de Christiane Jatahy, na inauguração do Teatro do Jockey. O texto, do autor catalão Sergi Belbel, apresentava uma narrativa circular e abordava a falta de comunicação entre as pessoas.
Em 2002, viaja para Bento Gonçalves, no Rio Grande do Sul, para gravar uma participação na minissérie O Quinto dos Infernos, de Carlos Lombardi, cujo título é uma alusão à frase dita por Carlota Joaquina antes de sair de Portugal para vir ao Brasil: "lugar perdido, longínquo, um quinto dos infernos". Em 2003, voltou ao SBT para ser uma das estrelas da novela Canavial de Paixões, produção que surpreendeu a emissora pelo sucesso de audiência. Interpretou "Teresa Giácomo", uma matriarca que faz de tudo para manter sua família intacta, inclusive ignorar os casos extraconjugais do marido, "Amador" (Victor Fasano). No final de 2003, esteve no especial de fim de ano do SBT Romeu e Julieta, como "Senhora Montecchio".
Após o término da novela, Débora Duarte viajou com o elenco da peça Com a Pulga Atrás da Orelha, uma comédia do autor francês Georges Feydeau. A história, que gira em torno de uma mulher desconfiada do marido que pede a uma amiga para escrever uma carta anônima marcando um encontro, é uma verdadeira comédia de erros. No elenco estavam Herson Capri, Edwin Luisi, Othon Bastos e Stella Freitas. O destaque deste trabalho foi a participação de Daniela Duarte, filha dela e Gracindo Júnior, diretor da peça, permitindo que Débora e sua filha passassem um tempo agradável juntas em viagens pelo Brasil. No ano seguinte, em 2004, continuou no teatro com Ladrão que Rouba Ladrão, de Ray Conney, dirigida por Cyrano Rosalém. A peça, que foi levada a todas as capitais, aborda a história de um homem que encontra uma pasta cheia de dinheiro e tenta fugir com a esposa para Barcelona. Débora também participou de Misery, uma adaptação do livro de Stephen King, interpretando um papel ao lado de Edwin Luisi. A peça, que já havia sido transformada em filme com Kathy Bates e James Caan, ofereceu a Débora uma oportunidade de transitar de uma comédia para um suspense.
Ainda em 2004, retornou à TV Globo em Como uma Onda, telenovela em que contracenou pela primeira vez com o ator Marcos Caruso, que fazia seu marido, o "Dr. Prata", inspirado no médico Dráuzio Varella. Neste ano, também atuou em Liberdade para as Borboletas, dirigida novamente por Gracindo Júnior e escrita por Leonard Gersche. Com Taís Araújo, Caio Blat e Pablo Falcão no elenco, a peça foi adaptada para se passar nos dias atuais em um casarão da Lapa, onde ela interpretou uma mãe superprotetora cujo filho se apaixona perdidamente. Em 2007, mais uma vez trabalhou com Gilberto Braga, dessa vez em Paraíso Tropical, como a professora "Hermínia", uma mulher com forte senso de justiça que é casada com "Clemente" (Reginaldo Faria) e madrasta de "Lúcia" (Glória Pires), com quem mantém uma relação de mãe e filha. Ela é uma das principais personagens que combate as armações da vilã "Taís", interpretada por Alessandra Negrini.
Em 2008, participou da peça A Ratoeira, de Agatha Christie, que é a mais longa em cartaz no mundo desde sua estreia em Londres, em 1952. A peça foi apresentada mais de 18 mil vezes e, curiosamente, Agatha Christie havia vendido os direitos para uma adaptação cinematográfica com a condição de que o filme só fosse feito após o término da temporada teatral, o que nunca aconteceu nos últimos 56 anos. A trama, clássica, se passa numa noite de tempestade em um hotel onde um hóspede é assassinado e todos os outros são suspeitos. Débora interpretou a "Sra. Boyle", enquanto Rogério Fróes fez o "Sr. Parvicinii". A peça foi dirigida por João Fonseca, com tradução de Bárbara Heliodora. Débora destacou que a experiência foi muito positiva, resultando em um grande amor pelo trabalho com João Fonseca e permitindo que ela fizesse novos amigos, como Dudu Sandroni e uma equipe jovem e profissional.
Neste ano de 2008, foi convidada para a novela Três Irmãs, interpretando "Florinda", enfermeira que trabalha no ambulatório do "Dr. Alcides", mais uma vez atuando com Marcos Caruso. Sua personagem é bem humorada, mãe de "Liginha" (Malu Galli) e implica com "Alma" (Cláudia Abreu) quando esta resolve trabalhar no ambulatório. Ao longo da trama, tornam-se amigas. Também apareceu no episódio "Não é o Que Parece" de Dicas de um Sedutor (2008) e "Os Politicamente Esquecidos" de Toma Lá, Dá Cá (2009), intepretando a sargenta agressiva "Moacira".

### 2010—presente: Trabalhos recentes
Em 2010, esteve no elenco de Tempos Modernos, novela das sete de Bosco Brasil, onde interpretou "Tertuliana", a governanta experiente e generosa que vive há anos na casa de "Leal" (Antônio Fagundes), a quem é extremamente leal. Ela é a figura materna de "Nelinha" (Fernanda Vasconcellos), cuidando da menina desde a morte de sua mãe. "Tertuliana" também tem um carinho especial por "Goretti" (Regiane Alves) e "Regeane" (Vivianne Pasmanter), apesar de suas travessuras. Neste ano, também, estrelou o monólogo Adorável Desgraçada, dirigida por Otávio Müller. Pela primeira vez sozinha no palco, Débora Duarte explora de forma notável sua multifacetada personagem. Fiel ao texto irônico, a atriz traz à tona uma história centrada em temas como amizade, rivalidade, frustrações e atitudes passionais. Ela dá vida a uma mulher recatada de cinquenta e poucos anos, mergulhada na mediocridade, que espera a visita de sua melhor amiga de juventude.
Em 2011, atua em Cordel Encantado como "Amália". Amiga e conselheira da filha "Maria Cesária" (Lucy Ramos), é uma mulher de fibra e dedicada ao trabalho, que faz de tudo para convencer o marido, "Damião" (Tony Tornado) de que nunca o traiu. Em 2012, Débora interpretou a personagem "Dona Eulália" na novela Lado a Lado, escrita por Claudia Lage e João Ximenes Braga, que recebeu o prêmio Emmy Internacional. "Dona Eulália" era uma matriarca que vivia com seu filho e fazia da vida da nora um verdadeiro tormento. A personagem conquistou o público com sua complexidade e atuação marcante.
Em 2014, é convidada para participar da série Sexo e as Negas, de Miguel Falabella, onde interpreta "Rosimere", uma mulher madura e que não perde oportunidade com homens mais novos. Em 2015, Débora retornou às novelas em Babilônia, uma produção de Gilberto Braga e Ricardo Linhares, com João Ximenes Braga também como autor. Na trama, ela interpretou "Celina", a tia da vilã "Inês", papel de Adriana Esteves. A personagem de Débora se destacou pela sua presença e contribuição ao enredo de construção da rivalidade entre as vilãs "Inês" e "Beatriz" (Glória Pires), entrando na trama para revelar um segredo das duas. Em 2016, protagonizou a peça Eu Te Darei o Céu, que conta a história de uma publicitária que, ao completar 60 anos, recebe de suas amigas um garoto de programa como presente. Durante a noite que passam juntos, eles acabam ficando presos por uma algema, da qual não conseguem encontrar a chave.
Em 2021, após um hiato de seis anos sem participar de novelas, Débora fez uma participação especial em Um Lugar ao Sol, escrita por Lícia Manzo. Nessa novela, ela interpretou "Eva", uma mulher com Doença de Alzheimer que vivia em uma casa de repouso, emocionando o público com sua interpretação sensível e tocante ao lado de Andréa Beltrão, que interpretava sua filha na novela. Em 2023, estreia na Netflix com uma participação na série Olhar Indiscreto, estrelada por Débora Nascimento no papel de uma hacker que gosta de observar a vida das pessoas. Na série, ela interpreta "Esther", avó da protagonista, uma senhora que está com demência e não se lembra dos principais acontecimentos de sua vida.

## Vida pessoal

### Relacionamentos
Em 1965, aos 15 anos, saiu da casa de seus pais para morar com seu namorado, que na época tinha 19 anos, e o relacionamento durou quatro anos. Sua mãe, Marisa, aceitou a situação, mas o pai, Lima Duarte, não foi favorável à decisão de Débora em sair de casa tão jovem. Débora foi casada com o russo Wladimir Nicolayev, único casamento oficial da atriz, realizado na Igreja Ortodoxa Russa, e que não durou muito tempo. Em 1973, enquanto ensaiava a peça A Teoria, na Prática, é Outra, conheceu o também ator  Gracindo Júnior, com quem desenvolveu um namoro. Desse romance, nasceu sua primeira filha, em 1975, a atriz Daniela Duarte. No entanto, separou-se de Gracindo quando ainda estava grávida de Daniela. À época, sua gravidez foi repercurtida como uma polêmica por ser fruto de um namoro e não um casamento, saindo em capaz de revistas como "Débora Duarte, mãe solteira". Em 1976 iniciou um romance com o cantor Antônio Marcos, que havia se separado da cantora Vanusa. Com ele teve a filha Paloma Duarte. Suas duas filhas tornaram-se também atrizes.

## Teatro
| Ano  | Título                                                    | Personagem        | Direção              |
| ---- | --------------------------------------------------------- | ----------------- | -------------------- |
| 1966 | O Sistema Fabrizzi                                        |                   | Maurice Vaneau       |
| 1968 | Os Últimos                                                |                   | Antônio Abujamra     |
| 1968 | Este Ovo é um Galo                                        |                   | Silnei Siqueira      |
| 1968 | Noites Brancas                                            |                   | Osmar Rodriguez Cruz |
| 1972 | Dom Chicote Mula Manca e seu Fiel Companheiro Zé Chupança | Dom Chicote       | Paulo Lara           |
| 1973 | A Teoria, na Prática, é Outra                             |                   | Antônio Pedro        |
| 1975 | Transas da Noite                                          | Fran              | Antônio Pedro        |
| 1976 | Vagas para Moças de Fino Trato                            | Lúcia             | Amir Haddad          |
| 1981 | Quem é Amélia?                                            | Amélia            | Antônio Pedro        |
| 1983 | Doce Deleite                                              |                   | Alcione Araújo       |
| 1984 | A Venerável Madame Goneau                                 |                   | Paulo Afonso de Lima |
| 1986 | Todo Cuidado é Pouco                                      |                   | Sérgio Mamberti      |
| 1987 | Mulher, o Melhor Investimento                             |                   |                      |
| 1988 | Vida de Artista                                           |                   | Débora Duarte        |
| 1989 | Cozinhando Maçãs                                          |                   |                      |
| 1990 | Tem um Psicanalista na Nossa Cama                         | Dolores           | Paulo Afonso de Lima |
| 1991 | O Estranho Casal                                          |                   | Antônio Abujamra     |
| 1992 | Procura-se um Tenor                                       |                   | Bibi Ferreira        |
| 1993 | Meus Prezados Canalhas                                    |                   | Gracindo Júnior      |
| 2001 | Carícias                                                  |                   | Christiane Jatahy    |
| 2003 | Com a Pulga Atrás da Orelha                               | Madame Chandebise | Gracindo Júnior      |
| 2004 | Ladrão que Rouba Ladrão                                   | Joana             | Cyrano Rosalém       |
| 2005 | Liberdade para as Borboletas                              | Dona Gasparini    | Gracindo Júnior      |
| 2005 | Misery                                                    | Annie Wilkes      |                      |
| 2008 | A Ratoeira                                                | Senhora Boyle     | João Fonseca         |
| 2009 | Adorável Desgraçada                                       | Guta              | Otávio Müller        |
| 2016 | Eu te Darei o Céu                                         |                   |                      |
| 2023 | A Mulher Gorda                                            |                   |                      |

## Filmografia

### Televisão
| Ano  | Título                            | Personagem                        | Notas                                   |
| ---- | --------------------------------- | --------------------------------- | --------------------------------------- |
| 1958 | Os Miseráveis                     | Cosette                           |                                         |
| 1959 | O Jardim Encantado                | Mary Lennox                       |                                         |
| 1964 | Sítio do Picapau Amarelo          | Peter Pan                         |                                         |
| 1964 | Gutierritos, o Drama dos Humildes | Almerinda                         |                                         |
| 1964 | Quem Casa com Maria?              | Maria das Graças                  |                                         |
| 1965 | A Outra                           | Carina                            |                                         |
| 1965 | O Pecado de Cada Um               | Mônica                            |                                         |
| 1965 | Ana Maria, Meu Amor               | Luma                              |                                         |
| 1966 | Ninguém Crê em Mim                | Martinha                          |                                         |
| 1967 | O Grande Segredo                  | Nina                              |                                         |
| 1968 | Beto Rockfeller                   | Luísa (Lu)                        |                                         |
| 1968 | O Homem Que Sonhava Colorido      | Laila                             |                                         |
| 1968 | O Décimo Mandamento               | Mariana                           |                                         |
| 1968 | O Morro dos Ventos Uivantes       | Catherine Earnshaw (jovem)        |                                         |
| 1969 | João Juca Jr.                     | Françoise                         |                                         |
| 1970 | Toninho on the Rocks              | Anita                             |                                         |
| 1970 | As Bruxas                         | Stella                            |                                         |
| 1971 | Editora Mayo, Bom Dia             | Jô Aguiar                         |                                         |
| 1972 | Bicho do Mato                     | Ruth de Sá Freitas                |                                         |
| 1972 | Caso Especial                     | Diana                             | Episódio: "Sétimo Céu"                  |
| 1972 | A Patota                          | Nely                              |                                         |
| 1973 | Carinhoso                         | Marisa Sanches                    |                                         |
| 1974 | O Espigão                         | Dora                              |                                         |
| 1975 | Escalada                          | Inês                              | Episódio: "6 de agosto"                 |
| 1975 | Roque Santeiro                    | Lugolina de Aragão (Lulu)         | Versão censurada                        |
| 1975 | Pecado Capital                    | Vilma Lisboa (Vilminha)           |                                         |
| 1976 | Anjo Mau                          | Sônia                             | Episódio: "24 de agosto"                |
| 1977 | O Profeta                         | Carola Ribeiro de Souza           |                                         |
| 1979 | Cara a Cara                       | Regina (Regininha)                |                                         |
| 1980 | Coração Alado                     | Camila Karany (Catucha)           |                                         |
| 1981 | Jogo da Vida                      | Beatriz Madureira                 |                                         |
| 1982 | Elas por Elas                     | Rosa                              | Episódio: "11 de maio"                  |
| 1983 | Parabéns pra Você                 | Maria Rita                        |                                         |
| 1984 | Padre Cícero                      | Maria de Araújo                   |                                         |
| 1984 | Anarquistas, Graças a Deus        | Angelina Gattai                   |                                         |
| 1984 | Partido Alto                      | Laura da Matta                    | Participação especial                   |
| 1984 | Corpo a Corpo                     | Eloá Pellegrini                   |                                         |
| 1987 | A Rainha da Vida                  | Estela                            | Episódios: "16–18 de novembro"          |
| 1988 | Bebê a Bordo                      | Joana Mendonça (Mendonça)         |                                         |
| 1989 | Cortina de Vidro                  | Giovanna Meira                    |                                         |
| 1991 | Grande Pai                        | Maria                             |                                         |
| 1993 | Sonho Meu                         | Mariana de Souza                  |                                         |
| 1994 | Pátria Minha                      | Carmita Bevilácqua                |                                         |
| 1995 | Explode Coração                   | Marisa Carvalho Diaz              |                                         |
| 1995 | Você Decide                       | —                                 | Episódio: "O Pai Pródigo"               |
| 1996 | Você Decide                       | Sônia                             | Episodio: "Doce Engano"                 |
| 1997 | A Justiceira                      | Marta                             | Episódio: "Filho da Madonna"            |
| 1998 | Hilda Furacão                     | Conceição Drummond (Tia Çãozinha) |                                         |
| 1998 | Você Decide                       |                                   | Episódio: "Impulso Incontrolável"       |
| 1999 | Você Decide                       | Amália                            | Episódio: "Assim é se Lhe Parece"       |
| 1999 | Terra Nostra                      | Maria do Socorro Teles de Aranha  |                                         |
| 2000 | Você Decide                       | Generosa                          | Episódio: "Uma Mulher Quase Honesta"    |
| 2000 | Malhação                          | Leila Schmidt                     |                                         |
| 2001 | Porto dos Milagres                | Olímpia                           |                                         |
| 2002 | O Quinto dos Infernos             | Amália Campos                     |                                         |
| 2003 | Canavial de Paixões               | Teresa Giácomo                    |                                         |
| 2003 | Romeu e Julieta                   | Senhora Montecchio                | Especial: "29 de setembro de 2003"      |
| 2004 | Como uma Onda                     | Alice Ferreira Prata              |                                         |
| 2007 | Paraíso Tropical                  | Hermínia Vilela                   |                                         |
| 2008 | Dicas de um Sedutor               | Mãe de Carlos                     | Episódio: "Não é o Que Parece"          |
| 2008 | Três Irmãs                        | Florinda Áquila                   |                                         |
| 2009 | Toma Lá, Dá Cá                    | Moacira Júnior                    | Episódio: "Os Politicamente Esquecidos" |
| 2010 | Tempos Modernos                   | Tertuliana Ribeiro (Tertu)        |                                         |
| 2011 | Cordel Encantado                  | Amália dos Anjos                  |                                         |
| 2012 | Lado a Lado                       | Eulália Praxedes                  |                                         |
| 2014 | Sexo e as Negas                   | Rosimere Meira                    |                                         |
| 2015 | Babilônia                         | Celina Junqueira                  |                                         |
| 2019 | Vítimas Digitais                  | Vera                              | Episódio: "Tuca"                        |
| 2021 | Perdido                           | Tia Pérola                        |                                         |
| 2021 | Um Lugar ao Sol                   | Eva Assunção                      | Episódios: "18–30 de dezembro"          |
| 2023 | Olhar Indiscreto                  | Dona Esther                       |                                         |
| 2024 | A Caverna Encantada               | Dona Clélia                       | Episódios: "29–30 de julho"             |

### Cinema
| Ano  | Título                   | Personagem                    |
| ---- | ------------------------ | ----------------------------- |
| 1970 | Celeste                  | Celeste                       |
| 1974 | Pontal da Solidão        | Marina                        |
| 1987 | A Menina do Lado         | Mãe de Alice                  |
| 2013 | Os Monarcas - A Lenda    | Mãe do Gildinho e do Chiquito |
| 2016 | Somos Todos Estrangeiros |                               |
| 2019 | Um e Oitenta e Seis Avos | Amélia                        |

## Prêmios e indicações
| Ano  | Premiação                         | Categoria                                  | Nomeação                   | Resultado | Ref.   |
| ---- | --------------------------------- | ------------------------------------------ | -------------------------- | --------- | ------ |
| 1967 | Prêmio APCA de Teatro             | Melhor Atriz Revelação — Teatro            | O Sistema Fabrizzi         | Venceu    | [ 2 ]  |
| 1969 | Troféu Roquette Pinto             | Melhor Atriz                               | Beto Rockfeller            | Venceu    | [ 2 ]  |
| 1969 | Troféu Imprensa                   | Melhor Atriz                               | Beto Rockfeller            | Venceu    | [ 66 ] |
| 1974 | Troféu Imprensa                   | Melhor Revelação Feminina                  | Carinhoso                  | Indicada  | [ 2 ]  |
| 1985 | Prêmio APCA de Televisão          | Melhor Atriz — Televisão                   | Corpo a Corpo              | Venceu    | [ 67 ] |
| 1985 | Prêmio APCA de Televisão          | Melhor Atriz — Televisão                   | Padre Cícero               | Venceu    | [ 67 ] |
| 1985 | Prêmio APCA de Televisão          | Melhor Atriz — Televisão                   | Anarquistas, Graças a Deus | Venceu    | [ 67 ] |
| 1990 | Prêmio APCA de Teatro             | Melhor Atriz — Teatro                      | Vida de Artista            | Venceu    | [ 68 ] |
| 2000 | Prêmio APCA de Televisão          | Melhor Atriz — Televisão                   | Terra Nostra               | Venceu    | [ 67 ] |
| 2019 | Cine PE - Festival do Audiovisual | Melhor Atriz Coadjuvante em Longa-Metragem | Um e Oitenta e Seis Avos   | Venceu    | [ 69 ] |